# Mō Kimi Dake o Hanashitari wa Shinai
"Mō Kimi Dake o Hanashitari wa Shinai" là đĩa đơn thứ ba của Kamiki Aya. Ca khúc chính được sử dụng làm bài hát kết thúc anime Thám tử lừng danh Conan từ tập 438-458.

## Danh sách bài hát

### CD
1. Mō Kimi Dake o Hanashitari wa Shinai (もう君だけを離したりはしない?)
2. Kizu Darake Demo Dakishimete (傷だらけでも抱きしめて?)
3. Mō Kimi Dake o Hanashitari wa Shinai (もう君だけを離したりはしない?) (instrumental)